# Courbet (1913)

El Corbuet fue un acorazado, líder de su clase compuesta por cuatro unidades, los cuales fueron los primeros acorazados tipo Dreadnought
de la marina francesa. Su construcción fue finalizada antes de la Primera Guerra Mundial . Recibió su nombre en memoria del almirante francés Amédée Courbet (1827-1885). La primera fase de la Primera Guerra Mundial la pasó en el Mediterráneo para ser posteriormente destinado al Adriático. Durante el periodo de entreguerras fue varias veces modernizado y usado principalmente para entrenamiento de artillería.

## Historial de servicio

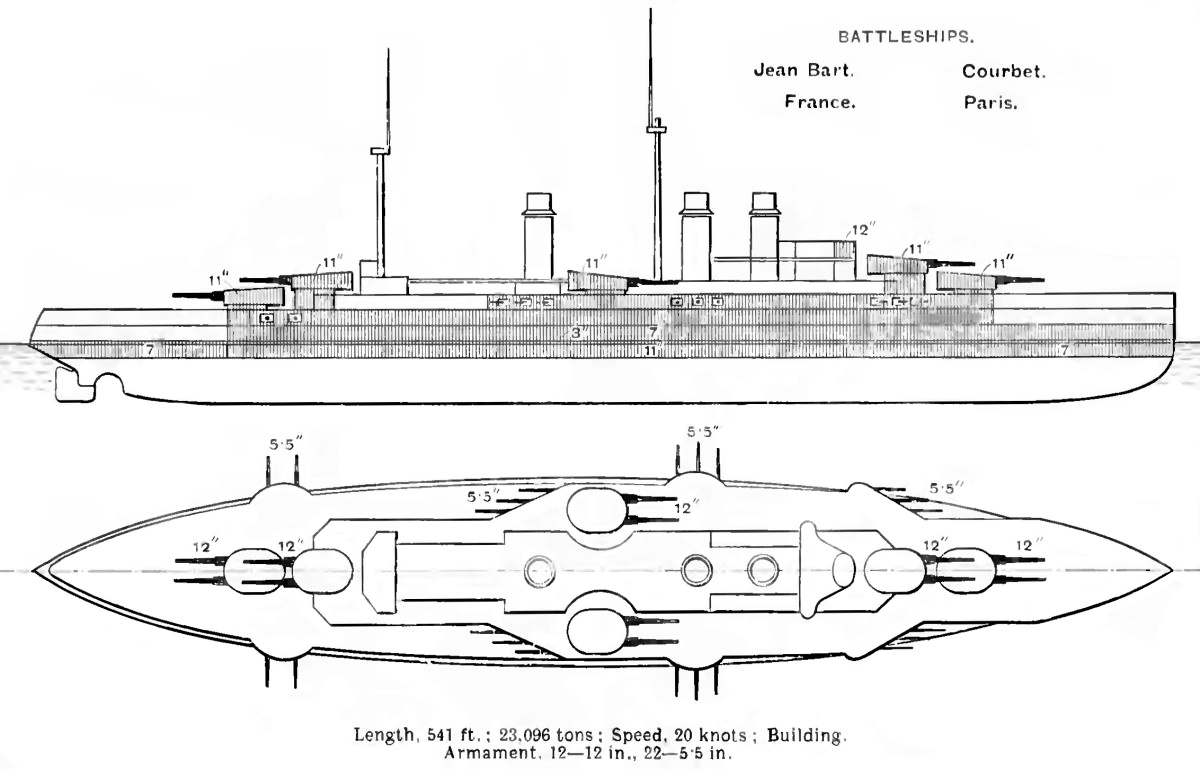
Diagramas de la Clase Coubert / Brassey's Naval Annual 1912

El Courbet fue construido en el Arsenal de Lorient. Su quilla fue puesta en grada el 1 de septiembre de 1910 y fue botado el 23 de septiembre de 1911, se completó el 19 de noviembre de 1913 y terminó sus modificaciones antes de la Primera Guerra Mundial.

### Primera Guerra Mundial
El Coubert se unió a la 1.ª División de la 1.ª escuadra de la Flota Francesa del Mediterráneo con base en Tolón en 1913. Fue el buque insignia del vicealmirante de la 1.ª escuadra Augustin Boué de Lapeyrère desde el comienzo de la guerra hasta el 12 de abril de 1915. Inicialmente cumplió misiones en el Adriático, en donde el 16 de agosto de 1914, en la llamada Batalla de Antivari cañonea junto al acorazado Jean Bart y hunden a 5 millas al suroeste de Castellastua / Petrovac, (Montenegro) al crucero ligero de 2.530 t de la marina austrohúngara Zenta .

### Periodo de entreguerras
El Courbet sirvió como buque insignia del vicealmirante Charles Charlier, entre 6 de junio de 1919 y el 20 de octubre de 1920. Al año siguiente se convirtió en buque escuela de timoneles en Tolón; sufrió un incendio grave en la caldera en junio de 1923. Fue sometido entre 1927 y 1929 a una revisión completa durante la cual la potencia de sus máquinas se incrementan a 43 000 cv, y se reforzó su artillería antiaérea.

### Segunda Guerra Mundial
En 1939 con base en Brest en la 3 ª División de Línea junto a su buque gemelo, el Paris. En junio de 1940, apoya con sus cañones la retirada de las tropas aliadas en Cherburgo. El Courbet zarpó hacia Portsmouth el 20 de junio. Allí fue capturado por los británicos como parte de la Operación Catapulta, el 3 de julio y una semana más tarde fue entregado a la marina de la Francia libre, que lo utilizó como almacén y buque antiaéreo, posteriormente fue desarmado, manteniéndose en uso como buque almacén, Fue dado de baja en 1941. Fue hundido en  Hermanville-sur-Mer para servir como rompeolas para proteger un muelle del puerto artificial de Ouistreham mencionado bajo el nombre código "Gooseberry" durante la Batalla de Normandía. El Coubert tuvo que ser remolcado desde Weymouth el 7 de junio de 1944 por los remolcadores oceánicos de salvamento británicos HMRT Growler y HMRT Samsonia ya que sus máquinas y calderas se habían desmontado y reemplazados por hormigón. Fue torpedeado en las noches del 14 al 15 y del 15 al 16 de agosto. Posteriormente fue desguazado tras la guerra en el lugar en el que fue hundido

### Buques de la clase
• Courbert
• France
•  Ocean (renombrado Jean Bart)
•  Paris

### Listas relacionadas
Anexo:Acorazados de Francia